# Enrico Preziosi
Enrico Preziosi (Avellino, 18 febbraio 1948) è un imprenditore e dirigente sportivo italiano, fondatore e maggior azionista del Gruppo Giochi Preziosi.
Ex presidente e proprietario del Genoa dal 2003 al 2021, in passato ha ricoperto le stesse cariche nel Saronno, dal 1992 al 1997, e nel Como, dal 1997 al 2003.
Inoltre, è stato azionista (di minoranza) di altre squadre di calcio, come della Carrarese dal 2001 al 2003.

## Biografia
Nasce ad Avellino il 18 febbraio 1948, terzo di tre figli. La madre era maestra, il padre orefice. All'età di sedici anni scappa di casa e va in Calabria a lavorare per una ditta che posiziona guardrail in autostrada. Nel 1965 si trasferisce a Milano, lavorando prima alla Perfetti e poi alla Philips come venditore di elettrodomestici. Nel 1977 si mette in proprio e comincia l'attività di grossista di giocattoli, rivenduti agli ambulanti, ma questa sua prima esperienza da imprenditore non funziona.
A trent'anni, nel garage di casa, a Baruccana di Seveso, fondò la Giochi Preziosi, e da qui parte la sua avventura di imprenditore di successo. Si dice di lui che nutra un'ammirazione sconfinata per Silvio Berlusconi. Nel 1990 si mise in società con Berlusconi, che comprò, tramite Standa, una fetta dei negozi Giocheria, un'altra invenzione di Preziosi. L'alleanza si chiuse dopo due anni. Oltre all'impegno nella finanza e nello sport, è stato impegnato, tramite la società Rep, nella gestione del Teatro Alberti di Desenzano del Garda.

## Attività

### IlGruppo Giochi Preziosi
La Enrico Preziosi srl è la società personale che agisce nella Fingiochi spa, holding di famiglia che controlla la Preziosi Group, colosso multinazionale. Alcune tra le maggiori aziende e marchi del gruppo sono:
- Giochi Preziosi
- Giochi Preziosi Hong Kong
- Auguri Preziosi / Auguri Mondadori
- Easy Shoes & Wear
- Giocoplast
- Giocoplast Natale
- Preziosi Toys
- GIG
- Grani & Partners spa
- Grani & Partners Hong Kong
- Grani & Partners China
- Grazzini
- Harbert
- Ceppi Ratti
- Sip Toys
- Preziosi Collection
- GP Publishing
- GP Vending
- GP Promo
- GP Partwork
- GP Kiddie Rides
- Dolci Preziosi Ibérica
- Betty Flowers
- Giocheria
- Amico GIO'

### Nel mondo della finanza
Enrico Preziosi è proprietario del Gruppo Giochi Preziosi (ovvero Preziosi Group), holding che detiene la proprietà della Giochi Preziosi S.p.A., l'azienda leader del mercato italiano nel settore dei giocattoli, da lui fondata nel 1979. Giochi Preziosi è la seconda azienda europea del settore dopo LEGO e quarta a livello mondiale dopo Mattel e Hasbro. Il gruppo Giochi Preziosi comprende numerosissime aziende e marchi in continua espansione.
Dopo aver iniziato come distributore di giochi, la rivoluzione avviene a cavallo degli anni ottanta e novanta; con Berlusconi infatti resta il legame affettivo, rinsaldato dagli oltre 35 milioni di euro (70 miliardi di lire) che Preziosi investe annualmente in pubblicità sulle TV Mediaset quando mette in atto una massiccia campagna pubblicitaria a livello nazionale sulle televisioni private e locali nascenti. Distribuisce i marchi Sega e Bandai, ma la svolta decisiva avviene nel 1996-1998 quando, a fronte di importanti e massicci investimenti in ricerca e sviluppo, e in seguito ad accordi e consolidamento della produzione e importazione diretta dalla Cina, acquisisce la fiorentina GiG con cui collaborava dal 1994, e assorbe ogni altro concorrente e produttore italiano.
Nel 2000 inizia la penetrazione nei mercati europei a partire da quelli britannici acquisendo la principale public company inglese di giochi e gadget come pure una nuova linea back to school acquisendo con la Auguri Preziosi lo storico brand di cartoleria Auguri Mondadori.
Nel 2001 comincia la diversificazione con prodotti alimentari, calzature, una linea di moda per teenager (la Fashion Teen) e prodotti per le decorazioni, specialmente natalizie con la Giocoplast Natale. Nel 2002 in brevissimo periodo penetra e conquista il mercato dei gadget acquisendo alcune compagnie già operanti nel settore. Nel 2003 consolida la sua presenza nel mercato degli alimentari producendo un'ampia gamma di snack e merendine sia dolci sia salati e infine acquisendo la Mitica Foods, che diventa Salati Preziosi.
In seguito, consolida la propria posizione ottenendo l'esclusività e accordi speciali a vario titolo con ad esempio:
- Panini
- Parmalat
- IP
- De Agostini
- Amici
- Marvel Comics
- Aia
- Autogrill
- Danone
- Kellogg's Italia
- McDonald's
- Moby Lines
- Nestlé
- Original Marines
- Paluani
- Saiwa
- Stonefly
- Wal-Cor
- Yoga

Per fare solo alcuni dei nomi più noti, agendo in special modo attraverso la Grani & Partners. Poi entra nel mercato della puericultura acquisendo il grande marchio Giordani.
Oltre a queste attività, possiede una catena di grandi magazzini (Toys Center) per la distribuzione al dettaglio dei giochi e annessi, che conta oltre 100 centri in tutta Italia.
Nel 2004 il Preziosi group ha registrato un turnover di 590 milioni di euro con EBITDA di 70 milioni di euro, e un profitto netto di oltre 15 milioni di euro. Nell'anno fiscale terminato al 30 giugno 2009 l'azienda raggiunge gli 865,3 milioni di euro (+12% rispetto all'anno precedente) con EBITDA di 100,2 milioni di euro (+6,1%). Nel 2010 supera i 939,9 milioni di euro.

### Nel mondo del calcio

#### Saronno
Nel mondo del calcio entra nel 1993 con il Saronno: passò dalla Serie D alla Serie C1, una cavalcata storica per il piccolo club, fino a quando arrivò ad accarezzare il sogno della Serie B, naufragato sul più bello, nella decisiva partita col Carpi; il presidente decide a questo punto di puntare più in alto lasciando la squadra a una nuova proprietà. Questa, senza la sua forza finanziaria, si ritrovò però ben presto in crisi e dopo alcuni anni, un rapido crollo e una retrocessione in Serie C2, scomparve con un fallimento dei nuovi imprenditori subentrati al suo posto.

#### Como
Acquistato nel 1997 il Como in Serie C1, Preziosi condusse i lariani fino alla Serie A, ma ambiva a piazze più blasonate, tanto che il suo nome è stato legato a tentativi di acquisto del Torino, del Napoli e della Sampdoria.
Nel 2003 cede il Como ad Aleardo Dall'Oglio con un accordo che contemplava l'opzione di riscatto della società a favore di Enrico Preziosi. Quest'ultimo però, con le mani già sul Genoa, decide di non voler più puntare sulla società lariana e non esercita l'opzione di riscatto.
Lasciato al suo destino, in mano a imprenditori poco solidi, e soprattutto senza la forza finanziaria del suo ex patron, di lì a poco, come era accaduto al Saronno, il Como va in fallimento. Viene in seguito emessa un'ordinanza di custodia cautelare contro Preziosi, agli arresti domiciliari per bancarotta fraudolenta e falso in bilancio.
In questo periodo, dal 2001 al 2003, è socio con il 20% della Carrarese, militante in Serie C1.

#### Genoa

##### L'acquisto
Nel luglio 2003 Preziosi acquista il Genoa, appena retrocesso in Serie C1, puntando a una ricostruzione che portasse a un rilancio a brevissimo termine. Inaspettatamente, però, la società genovese in agosto veniva ripescata in Serie B a causa di uno stravolgimento giudiziario innescato dal Catania che, a forza di sentenze e ricorsi, aveva costretto la riorganizzazione del campionato di Serie B bloccando le retrocessioni.
Dopo una stagione di transizione, il Genoa si classifica al 1º posto nel campionato cadetto 2004-2005.

##### La retrocessione a tavolino
La promozione ottenuta sul campo in Serie A si trasforma in poche settimane in una retrocessione a tavolino in Serie C1, causata dal caso sorto intorno alla partita Genoa-Venezia, ultima giornata del campionato. Il Genoa dovrà anche scontare tre punti di penalizzazione nel campionato successivo.
Nell'estate 2005 Preziosi si trova costretto a rivoluzionare tutta la rosa costruita per la massima serie, in quanto i giocatori e l'allenatore non erano disposti a scendere in Serie C1 (fra gli altri gli argentini Lavezzi e Milito, il nazionale olandese Ooijer, il serbo Marković, l'italiano Abbiati e l'allenatore Guidolin). In pochi giorni viene allestita una squadra competitiva per la Serie C1 la quale, al termine della stagione 2005-2006, conquista la promozione in Serie B grazie al secondo posto nel girone A della C1 e alla successiva affermazione nei play-off. La stagione era in realtà iniziata non bene, con la sconfitta 0-3 a tavolino alla prima giornata di campionato contro il Ravenna (gara vinta 3-1 sul campo) per aver schierato il giocatore Ghomsi, che doveva invece scontare una giornata di squalifica. L'episodio aveva innescato un nuovo caso giudiziario, sommatosi a quello dell'illecito, per il quale a torneo in corso il Genoa veniva penalizzato di ulteriori tre punti per aver fatto ricorso alla giustizia ordinaria. Tuttavia tale ulteriore sanzione (che aveva portato a -6 la penalizzazione complessiva) venne successivamente revocata, consentendo al Genoa di scontare solo il -3 dovuto alla sentenza estiva.

##### La risalita
Nella stagione 2006-2007 il presidente (che per l'illecito ha scontato un'inibizione fino al 2010) attrezza con grossi investimenti la squadra rossoblu promettendo il salto nella categoria superiore, richiesta a gran voce dai suoi tifosi che l'avevano già assaporata sul campo l'anno precedente.
Nel 2007 Preziosi, dopo aver investito a livello giovanile e con l'acquisto di ragazzi molto promettenti, ottiene con la formazione Primavera la vittoria, dopo ben 42 anni, nel prestigioso Torneo di Viareggio, sconfiggendo in finale la Roma per 2-1. La vittoria dei giovani di Preziosi coincide con la seconda partecipazione al torneo sotto la sua gestione, quando nella prima occasione aveva centrato il secondo posto in finale contro la Juventus.
La prima squadra, affidata a Gian Piero Gasperini, centra la promozione in Serie A al primo tentativo, chiudendo il torneo cadetto al 3º posto dietro Juventus e Napoli (col quale festeggia la promozione nello scontro diretto dell'ultima giornata) ed evitando i play-off grazie ai 10 punti di vantaggio sulla quarta in classifica. I rossoblu tornano nella massima serie dopo 12 anni, risalendo in soli due anni dalla Serie C1.
Nella stagione seguente, in massima serie, ottiene un più che soddisfacente decimo posto, anche grazie all'esplosione di Marco Borriello, con le sue 19 reti.

##### L'affermazione
Nel 2009, la seconda stagione di Serie A, dopo una sorprendente rincorsa ai primissimi posti della classifica, la sua squadra termina al quinto posto e conquista la partecipazione alla Europa League. In questi anni, acquisendo in prima persona il cartellino di molti calciatori in erba da tutto il mondo e rivendendoli spesso a top team a prezzi molto maggiorati, si conferma come uno dei maggiori talent scout di tutto il panorama calcistico italiano. Il Genoa ottiene un sesto posto in Serie A nella stagione 2014-2015.

##### La cessione
Nel 2021, dopo diciotto anni di gestione, cede il controllo del Genoa alla società di investimenti statunitense 777 Partners.

#### L'interesse per il Bari
Il 31 luglio 2018 viene reso noto che il presidente del Napoli Aurelio De Laurentiis ha convinto il sindaco di Bari, Antonio Decaro, superando con la sua SSC Bari le altre dieci proposte, tra cui quella di Preziosi con la Costituenda, per la rinascita del Bari dopo il fallimento.

#### L'interesse per l'Avellino
Il 9 agosto 2018 Preziosi presenta una manifestazione di interesse di rilanciare l'Avellino, costretto a ripartire dai dilettanti, insieme a un imprenditore irpino, ma a esso viene preferita dal sindaco Ciampi la proposta di Gianandrea De Cesare, già proprietario della Scandone Avellino. Il 19 dicembre 2023 in un'intervista dichiara che potrebbe tornare nel mondo del calcio ma solo con l'Avellino.

## Procedimenti giudiziari

### Fallimento del Como Calcio
A seguito del fallimento del club lariano, viene emessa un'ordinanza di custodia cautelare contro Preziosi, agli arresti domiciliari per bancarotta fraudolenta e falso in bilancio. Il provvedimento (motivato in oltre centodieci pagine) venne richiesto dal sostituto procuratore Vittorio Nessi, che indagava da tempo sulla vicenda della bancarotta che ha fatto seguito al fallimento del Calcio Como. Il presidente era stato iscritto sul registro degli indagati della Procura di Como con l'ipotesi di reato di bancarotta fraudolenta per una cifra intorno ai 16 milioni di euro relativa al Calcio Como 1907 SpA. Secondo l'accusa con le cessioni di giocatori importanti avrebbe depauperato il patrimonio del club lariano, causando di fatto danni ingenti all'erario e a tutti i creditori del Como. Cessioni che, fra l'altro, non sarebbero state messe a bilancio fra i ricavi, facendo scattare l'ipotesi di reato di bancarotta per distrazione.
Il 3 ottobre 2008, avvalendosi della facoltà concessa dal "pacchetto sicurezza" del ministro della giustizia Angelino Alfano, che consente di concordare la pena in qualunque momento prima della sentenza di primo grado, ha patteggiato davanti al tribunale di Como una condanna di 23 mesi di reclusione (pena indultata) per il reato di bancarotta fraudolenta riguardante il fallimento del Como.
Il 14 luglio 2009 viene scagionato con assoluzione con formula piena per il doping amministrativo dal tribunale di Genova.

### L'inibizione per l'affaire Como
L'11 giugno 2007, la Commissione disciplinare della Lega Calcio gli infligge cinque anni di inibizione con proposta di radiazione al Presidente federale, oltre a un'ammenda di 150 000 euro inflitta al Genoa per responsabilità oggettiva di vicende legate alla gestione economica della sua ex società Como negli anni 2003 e 2004. In particolare la vicenda che gli era stata imputata erano stati i fatti relativi al trasferimento del giocatore Gregori dal Como al Genoa a titolo gratuito e la sua successiva cessione per 250 000 euro dopo un anno, dal Genoa ad altra squadra, a detta del giudice azione compiuta per voler volontariamente impoverire il patrimonio sportivo del Como Calcio (secondo la FIGC da qui scaturisce la sua pericolosità sportiva meritevole di radiazione) poiché apparentemente numerosi giocatori del Como passarono a prezzo decurtato al Genoa.
Dopo aver confidato alla stampa di aver condotto in prima persona la trattativa per trasferire Diego Milito e Thiago Motta dal Genoa all'Inter, l'8 giugno 2010 viene deferito dal Procuratore Federale della FIGC Stefano Palazzi per sei mesi più 90 000 euro di ammenda alla società, in quanto Preziosi in quel momento era ancora inibito a operare nel calciomercato, per fatti risalenti al 2003-2004.

### Caso Genoa-Venezia
Nel processo penale in riferimento al caso Genoa dell'estate 2005 Preziosi (insieme ad altre persone, tra cui il figlio Matteo) entrò nel registro degli indagati, accusato di associazione per delinquere e frode sportiva. Nel 2006 venne scagionato dalla prima accusa (associazione per delinquere) ma, il 2 marzo 2007, venne condannato a 4 mesi di reclusione per il reato di frode sportiva, in merito alla partita Genoa-Venezia dell'11 giugno 2005 (ultima giornata del Campionato di Serie B 2004-2005) e la condanna fu confermata nel processo d'appello, il 27 novembre 2008.
A seguito dell'annullamento della sentenza di condanna disposto dalla Corte di Cassazione il 25 febbraio 2010, il caso è rinviato ad altra sezione della Corte d'appello di Genova che, in data 15 febbraio 2011, conferma la condanna per Preziosi.

### Caso Genoa-Siena
In riferimento ai fatti di Genoa-Siena 1-4 del 2011-2012 (pressioni da parte dei tifosi allo stadio con i giocatori che si dovettero togliere la maglia), il 6 ottobre 2012 la Procura federale ha chiesto 300 000 euro di ammenda per il Genoa, 100 000 per il presidente Preziosi, 30 000 per i giocatori del Genoa e tre mesi di squalifica per Giuseppe Sculli accusato di non aver detto il vero alla Procura sui suoi rapporti con la tifoseria genoana (fu l'unico a non togliersi la maglia).

### Evasione fiscale
Nel febbraio 2013 Preziosi, assieme ad Alessandro Zarbano, è indagato per il mancato versamento dell'IVA relativo all'esercizio 2011 per una somma non corrisposta al fisco di circa 8 milioni di euro. Iscritta sul registro degli indagati dalla procura di Genova anche lo stesso Genoa. Il 19 luglio seguente in primo grado viene condannato a 1 anno e 6 mesi di reclusione.

### Doping finanziario del bilancio del Genoa
Il 13 ottobre 2015 viene accusato di doping finanziario dalla procura di Milano per aver aggiustato il bilancio del Genoa per evitare il rischio di non poter iscrivere la squadra in Serie A e tutto ciò grazie a 15 milioni di euro provenienti da società svizzere riconducibili a Infront e Tax and Finance.